# モンソー公園
モンソー公園（モンソーこうえん、仏: Parc de Monceau）は、パリの8区にある観賞用庭園である。

## 特徴
モンソー公園の北側にはクルセル大通り (fr:boulevard de Courcelles) が東西に走っており、ちょうど公園の境界を成す。この他にも、公園周辺には19世紀のユダヤ系資産家・ペレール兄弟 (fr:Frères Pereire) 、クレディ・モビリエ創業）によって建設された街路や大通りがいくつも走っており、道沿いには高級ホテルが軒を連ねる。これらの道には17世紀の大画家たちの名前がつけられている（ベラスケス大通り、ロイスダール大通り、ヴァン・ダイク大通り、レンブラント通り、ムリーリョ通り）。公園を突き抜ける道として、フェルドゥズィ大通り (fr:Avenue Ferdousi) とラ・コンテス=ドゥ=セギュール並木道 (fr:Allée de la Comtesse-de-Ségur) がある。
公園内にはドーム付きの円形建物であるロタンダがあるが、これはフランス革命期の建築家クロード・ニコラ・ルドゥーが建設したフェルミエー・ジェネローの城壁内にあった、かつての別館である。現在は管理事務所と公衆トイレを兼ねている。

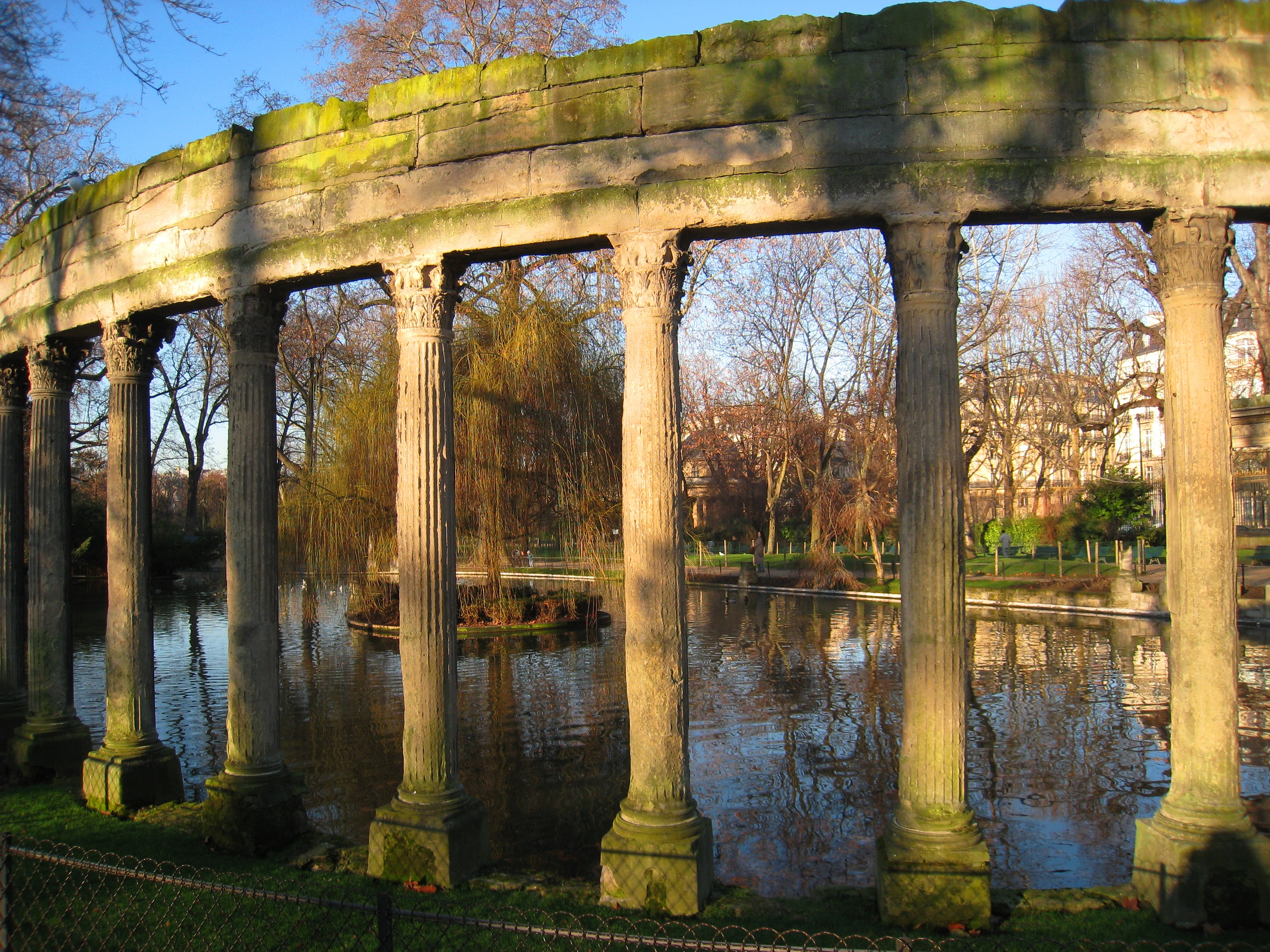
Naumachie池のコロネード

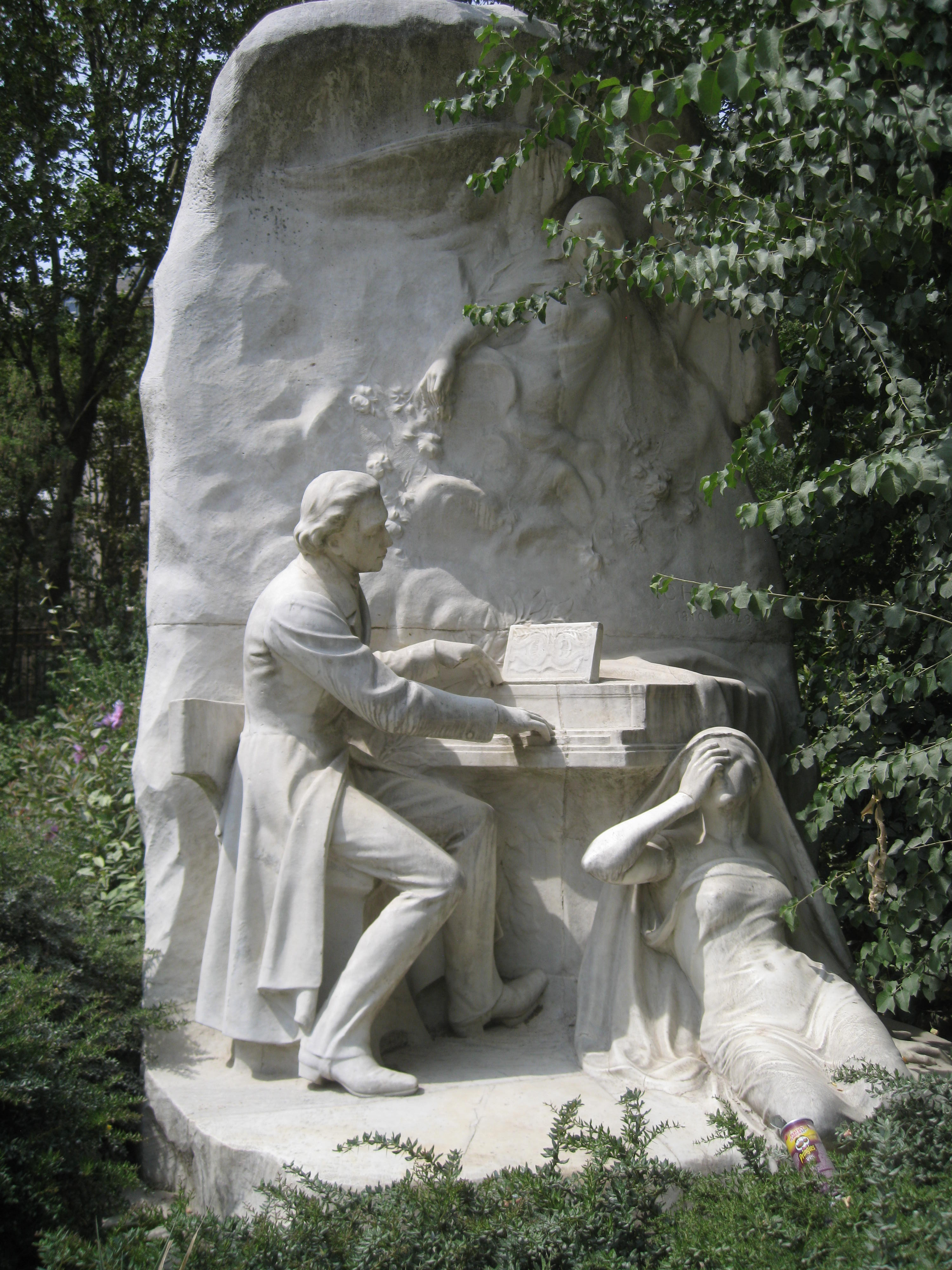
ショパン像

公園内を歩くとほどなく、Naumachieと言われる楕円形の池が現れる。その周囲には1719年に破壊されたサン＝ドニ市内のある教会から移設されたコリント式の列柱・コロネードがそびえ立つ。その近くにはルネサンス様式のアーケードが. 1871年に火事によって焼失した市役所を偲ぶ建物として建設されている。
庭園内の植え込みの周辺には、作家や音楽家達の大理石の彫像が置かれている。その中には、ラウール・ヴェルレ作のギ・ド・モーパッサン、ジャック・フロマン＝モーリス作のショパン、アントナン・メルシエ作のシャルル・グノーおよびアルフレッド・ド・ミュッセ、アレクサンドル・ファルギエール作のアンブロワーズ・トマ、レオポルド・ベルンスタン作の エドゥアール・パイユロン（劇作家）などがある。
1982年、当時のパリ市長ジャック・シラクと東京都知事鈴木俊一との間で、両首都の友好を祈念し、東京上野の寛永寺にあった1786年に徳川家治が造らせた石灯籠がここに移された。公園の周辺には、高級マンションや個人の大邸宅などが立ち並ぶ。公園の外周は1キロメートル（精確には遊具公園を迂回して1107メートル、迂回なしで990メートル）で、面積は8.2ヘクタールである。

## 歴史

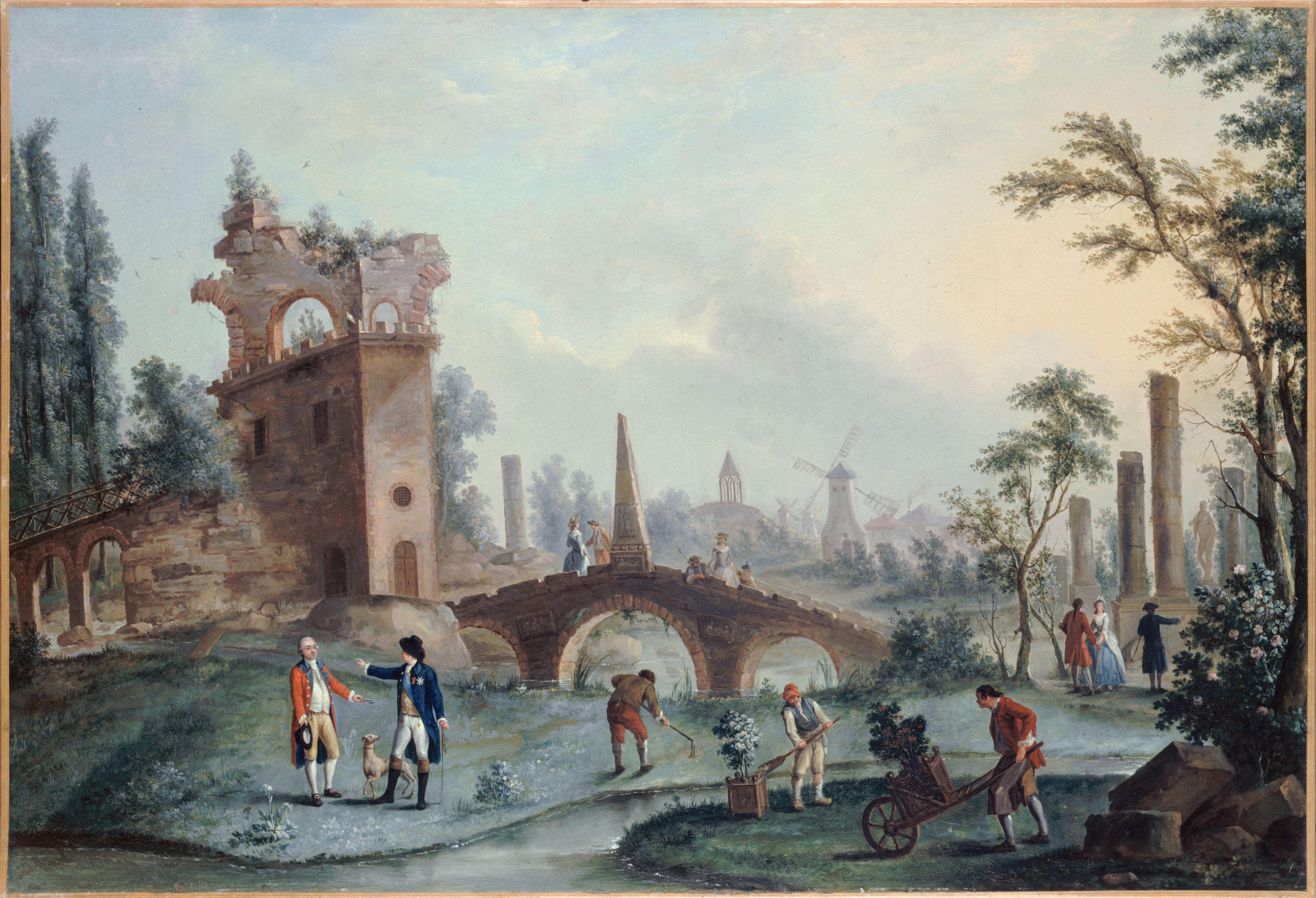
18世紀の作品で、モンソー公園の景色と、所有者・オルレアン公ルイ・フィリップ2世に鍵が手渡される様子が描かれている(パリ・カルナヴァレ博物館所蔵)

オルレアン公ルイ・フィリップ2世（1743-1793）が自ら所有していた土地を、18世紀の造園家・カルモンテール (fr:Carmontelle) にオランダの水車、パゴダ、ピラミッドなどの庭園建築物（フォリー）などを配置・設計させた「幻の世界」である。

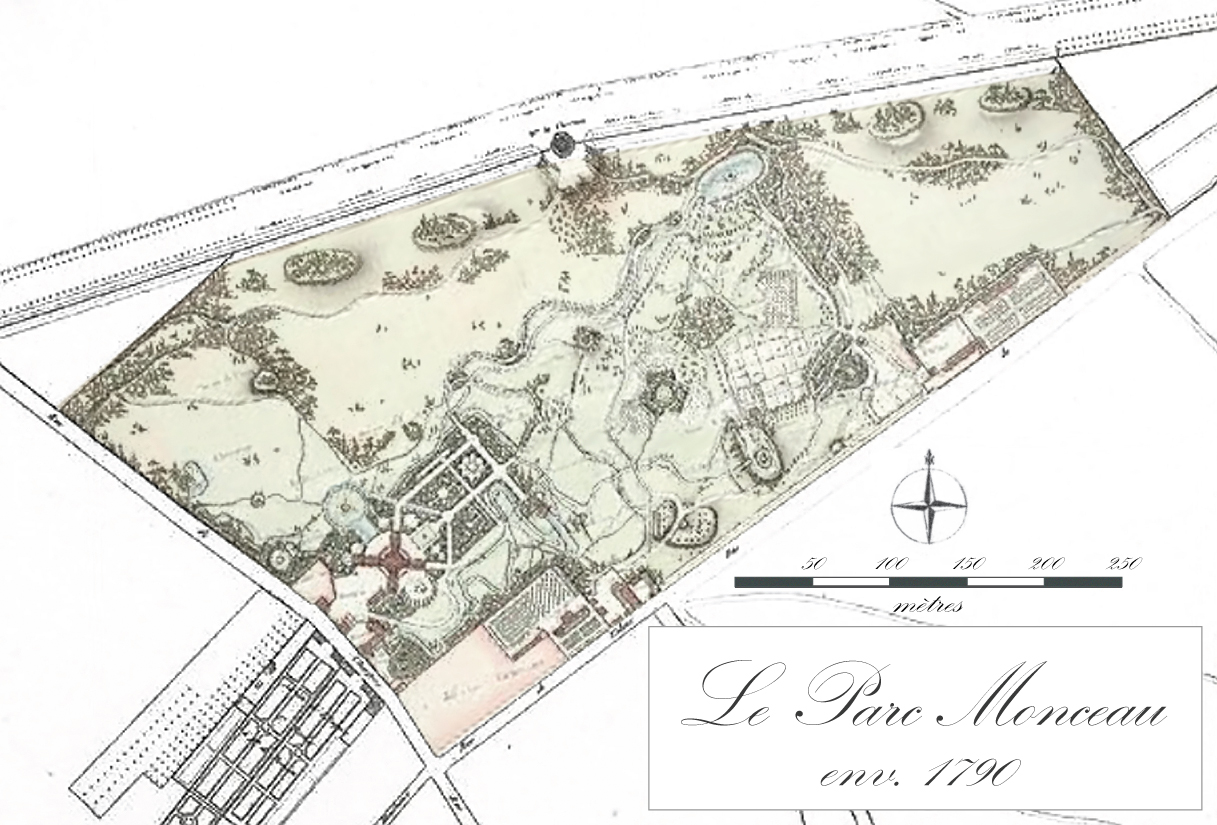
1790年頃の公園の見取図

庭園はフランス革命時に接収され、1793年に国営化された。その後、フランス復古王政を経て再びオルレアン家の所有するところとなった。
1860年にパリ市が庭園を買収したが、その一部は新興住宅地建設のため、資産家のペレール兄弟に売却した。残った土地は造園・都市建設家のジャン＝シャルル・アルファンによって整備され、鉄門はGabriel Davioudよって造設された。

## 芸術の中のモンソー公園

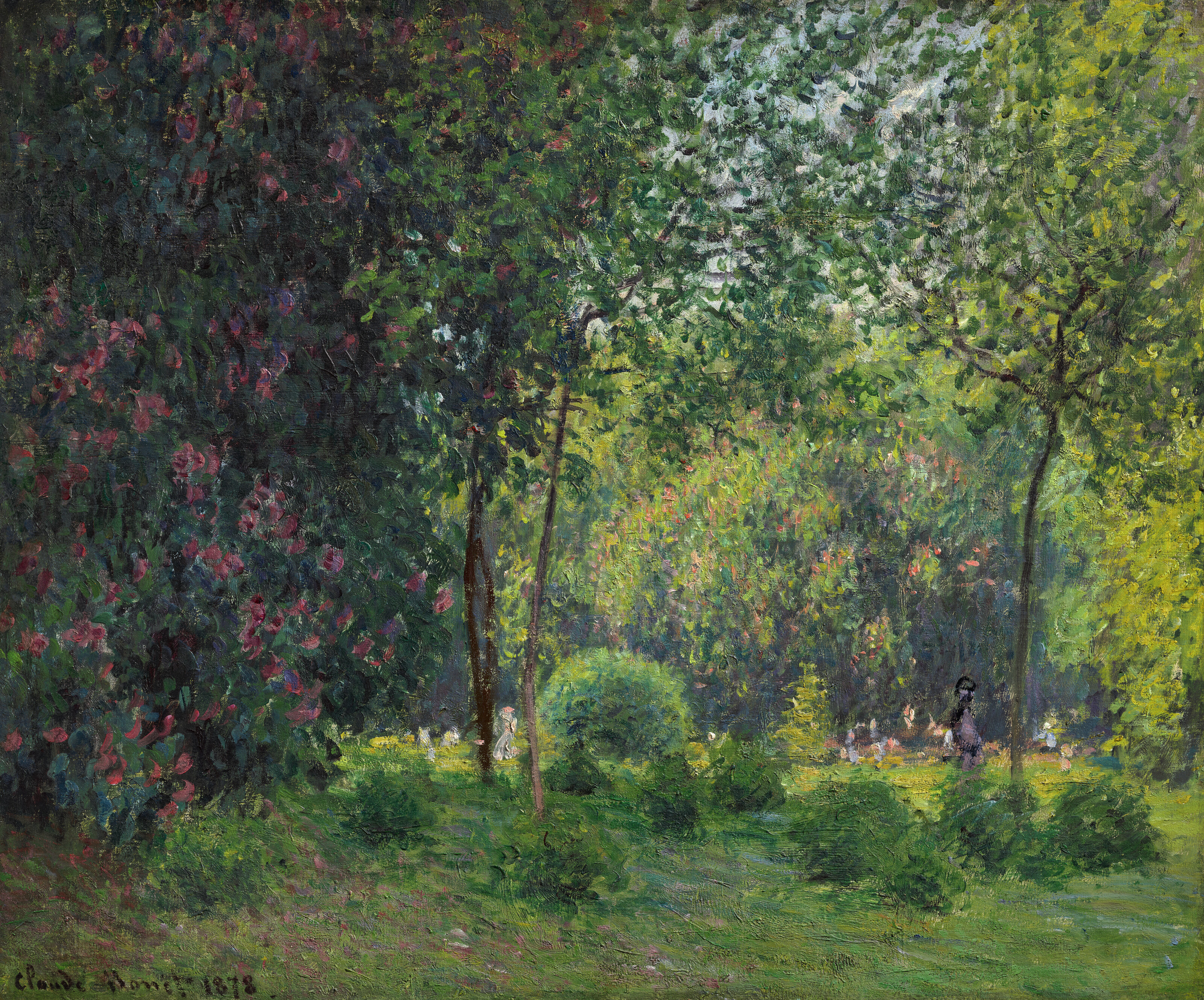
クロードモネ、『モンソー公園』

クロード・モネが1876年に3作品と1878年2作品と、全5作品を描いている。その他、ジョルジュ・ブラック、ギュスターヴ・カイユボット、ジョルジュ・デスパーニアら多くの画家によって描かれた。写真ではウジェーヌ・アジェやウィリー・ロニらが公園を題材とした作品を産み出している。また、シンガーソングライターのYves Duteilが『モンソー公園で』（Au parc Monceau）というシャンソンを手がけている。

### ロケ地となった映画
- パリ、ジュテーム（監督 : アルフォンソ・キュアロン、2005年）
- 唇を閉ざせ（監督 : ギヨーム・カネ、2006年）
- Alias Caracalla（監督 : Alain Tasma、2013年）

## 交通
モンソー公園へは、メトロの2番線に乗りモンソー駅で降りる、もしくは市内バスの30、84番線のMonceauで降車する。

## ギャラリー
| モンソー公園の景色                                                                                 |
| -------------------------------------------------------------------------------------------------- |
| - 橋 - アーケード - ピラミッド - Édouard Pailleron（劇作家）の像 - 岩山 - 東京都から贈られた石灯籠 |